# Lahn-Dill-Kreis
Lahn-Dill-Kreis er en Landkreis i den tyske delstat Hessen med administrationssæde i Kreisbyen Wetzlar. Området har navn efter floderne Lahn og Dill.

## Geografi
Dill er en biflod til Lahn, fra højre. Lahn kommer fra øst og løber gennem den sydlige del af området og hovedbyen Wetzlar, hvor Dill løber ud i den, og videre mod vest hvor den forlader kreisområdet ved Leun med retning mod Weilburg. Den nordlige del af området omfatter bjergryggen Kalteiche i den sydlige del af Rothaargebirge og Haincher Höhe. I den vestlige del er der udløbere af Westerwald.
Nabokreise er i nordøst Landkreis Marburg-Biedenkopf, i øst Landkreis Gießen, i syd Hochtaunuskreis og Wetteraukreis, i sydvest Landkreis Limburg-Weilburg, i vest rheinland-pfälziske Westerwaldkreis og i nordvest den nordrhein-westfaliske Kreis Siegen-Wittgenstein.

## Byer og kommuner
Kreisen havde 253777 indbyggere pr. 2018-12-31

| Byer 1. Aßlar (13656) 2. Braunfels (10976) 3. Dillenburg (23365) 4. Haiger (19378) 5. Herborn (20603) 6. Leun (5728) 7. Solms (13611) 8. Wetzlar, administrationsby (52954) | Kommuner 1. Bischoffen (3305) 2. Breitscheid (4739) 3. Dietzhölztal (5580) 4. Driedorf (5104) 5. Ehringshausen (9367) 6. Eschenburg (9984) 7. Greifenstein (6673) 8. Hohenahr (4788) 9. Hüttenberg (10850) 10. Lahnau (8223) 11. Mittenaar (4814) 12. Schöffengrund (6379) 13. Siegbach (2572) 14. Sinn (6396) 15. Waldsolms (4732) |